# مجلس الشورى السعودي
مجلس الشورى السعودي أسس في عهد الملك عبد العزيز آل سعود عندما أعلن توحيد المملكة العربية السعودية، وأصدر أوامره بإعلان اسم المملكة العربية السعودية، وأعلن التعليمات الأساسية التي نصت على استخدام مبدأ الشورى أسلوباً للنصح لولي الأمر، وليس للمجلس أي سلطات فعلية، بل كل ما يقدمه عبارة عن توصيات في انتظار اعتمادها من مجلس الوزراء الذي يرأسه الملك.
وقد انطلقت التعليمات الأساسية من بدايتها على اعتماد الشريعة الإسلامية دستوراً ومنهاجاً لكل الأعمال والأفعال، واستبعاد ما يتعارض مع القرآن والسنة، حيث أصبحت الشورى سمة بارزة، وضعها الملك عبد العزيز للمساهمة في سن أنظمة هذه البلاد.
ومجلس الشورى في السعودية يماثل البرلمان في الدول الأخرى أو مجلس العموم.

## البدايات والتأسيس
أخذت الشورى في عهد الملك عبد العزيز بن عبدالرحمن آل سعود عدة أشكال، بدايتها المجالس الأهلية والهيئات الاستشارية، والمستشارون لجلالته واللجان المتخصصة وأهل العلم والأعيان ورؤساء العشائر والقبائل، بحيث تم أولًا إنشاء المجلس الأهلي عام 1343هـ/ 1924م وهو مجلس استشاري ضم 12 عضوًا من أهالي مكة كل واحد منهم يمثل أحد حاراتها الإثني عشر، اختارهم الملك بنفسه ليتشاور معهم في شأن تنظيم المواد الأساسية المتعلقة بإدارة البلاد، باستثناء الأعمال العسكرية والخارجية. وفي عام 1344هـ/ 1925م أُلغي وأُحل المجلس الشوري الأهلي مكانه. ولما اتضحت معالم المؤسسات الإدارية في الدولة قرر عبدالعزيز دمج هذا الجهاز في عام 1345هـ/ 1926م مع المجلس الاستشاري الذي صدر الأمر بتشكيلة ليكون إلى جانب نائب الملك في مكة فيصل بن عبد العزيز آل سعود وبعد المزاوجة بين المجلسين بموجب الأمر الملكي الكريم رقم 37 الصادر في تاريخ 9\1\1346 هـ الموافق 8/ 7/ 1927م، تحول مسماه من المجلس الشوري الأهلي إلى مجلس الشورى وصار النظر في الأمور التي تعرضها عليه النيابة العامة ورفعها بعد درستها إلى الملك للموافقة عليها من أبرز مسؤولياته وبات يضم أعضاء متفرغين برئاسة النائب العام للملك وثمانية أعضاء آخرين. .

## أحداث المجلس

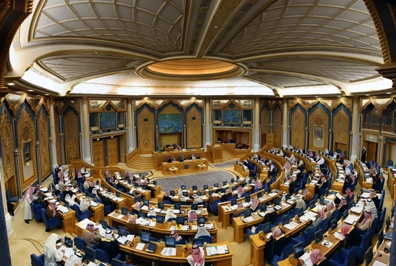
إحدى الجلسات المنعقدة بمجلس الشورى

- افتتح الملك عبد العزيز مجلس الشورى في يوم الأربعاء تاريخ 14/ 1/ 1346هـ الموافق 13/ 7/ 1927م ، وترأس الجلسة الأولى صباح يوم الأحد الموافق 18\1\1346هـ الموافق 17/ 7/ 1927 م، وقال فيه: «علينا اتباع ما جاء في كتاب الله وسنة رسوله محمد تنفيذا لأمره سبحانه وتعالى حيث قال: وشاورهم في الأمر»، ثم قال «ولو لم يكن من مصالح الشورى إلا إقامة السنة وإزالة البدعة لكفت».[5][7]
- في عام 1349هـ - 1930م أعيد تكوين مجلس الشورى في دورته الجديدة التي استمرت حتى نهاية 1350هـ - 1931م.
- في عام 1351هـ - 1932م تكون مجلس الشورى الثاني، واستمر عمل الدورة الأولى، وجدد لأعضائه للفترة الثانية وذلك عام 1353هـ - 1934م، الذي استمر حتى انتهاء دورته الثانية بنهاية عام 1354هـ - 1935م.
- في غرة شهر محرم لعام 1355هـ - 1936م أعيد تكوين مجلس الشورى، الذي يضم رئيس المجلس ونائبه والنائب الثاني للمجلس وعشرة أعضاء متفرغين واستمر العمل حتى أعيد تكوين مجلس الشورى في عام 1372هـ - 1953م والذي يعد آخر مجلس للشورى في عهد الملك عبد العزيز، وقد خرج هذا المجلس بثوب جديد حيث ضم عشرين عضواً بدلا من ثلاثة عشر. واستمر العمل بمجلس الشورى كهيئة استشارية ذات مسؤولية مستقلة حتى صدر نظام مجلس الوزراء السعودي في 1\2\1373هـ، الذي اضطلع ببعض من مسؤوليات مجلس الشورى.

واستمرت مسيرة الشورى من بعد الملك عبد العزيز، إذ أكد ذلك الملك فيصل في بيان عام 1382هـ.
كما أكد على ذلك الملك خالد عام 1400هـ - 1980م عندما أمر بمراجعة نظام مجلس الشورى، ودراسة إصدار نظام أساسي للحكم.

## في عهد الملك فهد
لقد رسخ الملك فهد بن عبد العزيز آل سعود دعائم الشورى في المملكة، وجاء ذلك في خطابه التاريخي الذي ألقاه يوم 27\8\1412هـ عن اقامة نظام جديد لمجلس الشورى بمثابة تحديث لما هو قائم وتطوير له، عن طريق تعزيز أطر المجلس ووسائله وأساليبه من الكفاية والتنظيم والحيوية، وبما يتناسب مع التطورات المتلاحقة التي شهدتها البلاد خلال الحقبة الأخيرة في مختلف المجالات، وبما يواكب واقع العصر الذي نعيشه، ويتلاءم مع أوضاعه ومعطياته.
حيث قال في كلمته «ونحن اليوم، إذ نواصل هذا النهج الإسلامي الذي سار عليه الملك عبد العزيز انما نرسخ بذلك دعائم الشورى بأسلوب يقوم على أسس واضحة واختصاصات بينة، منطلقين من مفهومنا العميق لهذا النهج الإسلامي الثابت الذي جاء في كتابه العزيز لا يأتيه الباطل من بين يديه ولا من خلفه».
ومن أهم ملامح نظام مجلس الشورى الحالي - الذي جاء بعد دراسات عميقة استمرت عدة سنوات - أنه يقوم - كما نصت المادة الثانية منه - على الاعتصام بحبل الله، والالتزام بمصادر التشريع الإسلامي. ومهمته ابداء الرأي في السياسات العامة للدولة التي تحال اليه من الملك، وله على وجه الخصوص:
- مناقشة الخطة العامة للتنمية الاقتصادية والاجتماعية وابداء الرأي نحوها.
- دراسة الأنظمة واللوائح والمعاهدات والاتفاقيات الدولية والامتيازات واقتراح مايراه مناسبا.
- تفسير الأنظمة.
- مناقشة التقارير السنوية التي تقدمها الوزارات والأجهزة الحكومية الأخرى واقتراح مايراه حيالها.

كما يحق لكل عشرة أعضاء في المجلس اقتراح نظام جديد، أو تعديل نظام نافذ وعرضه على رئيس المجلس، الذي يقوم بدوره برفع الاقتراح إلى الملك. وتصدر قرارات المجلس بموافقة أغلبية أعضائه وليس بأغلبية الحاضرين ولا تصح جلسات المجلس الا بحضور أكثر من ثلثي المجلس. ومدة دورة المجلس أربع سنوات هجرية.

## في عهد الملك عبد الله بن عبد العزيز
كان من أهم احداث المجلس هو قرار مشاركة المرأة كعضو في مجلس الشورى السعودي وذلك أثناء كلمة الملك عبد الله في المجلس أثناء انعقاد دورته الخامسة.

## عدد أعضاء المجلس
- كان المجلس يتكون في دورته الأولى من رئيس وستين عضوا.
- وفي دورته الثانية أصبح المجلس مكونا من رئيس وتسعين عضوا.
- وجاءت الدورة الثالثة من رئيس ومائة وعشرين عضواً، من أهل العلم والخبرة والاختصاص فهو يضم العلماء والمتخصصين في التربية والتعليم والطب والقانون والهندسة، والإعلام، والسياسة، والاقتصاد، والأمن،ورجال الأعمال، وأصحاب مؤهلات عالية متمرسين بأعمال كثيرة، إذ يبلغ حملة شهادة الدكتوراه (64%) من مجموع الأعضاء، والماجستير (14%) وبكالوريوس (21%)، منهم (80%) من حملة الماجستير والدكتوراه من جامعات غربية، والبقية من المملكة العربية السعودية، وجمهورية مصر العربية.

عدل عدد المجلس إلى رئيس ومائة وخمسين عضوا حسبما صدر به امر ملكي نشر بجريدة أم القرى العدد 4040
وفي 11 يناير 2013 (29 صفر 1434) أصدر الملك عبد الله بن عبد العزيز آل سعود أمراً ملكياً بتعديل نظام مجلس الشورى على أن يتكون من 150 عضواً، وأن يكون 20% منهم على الأقل من النساء.

## اللجان التابعة للمجلس
- لجنة الشؤون الإسلامية والقضائية
- لجنة الشؤون الاجتماعية والأسرة والشباب
- لجنة الشؤون الاقتصادية والطاقة
- لجنة الشؤون الأمنية
- لجنة الإدارة والموارد البشرية
- لجنة التعليم والبحث العلمي
- لجنة الثقافة والإعلام والسياحة والآثار
- لجنة الشؤون الخارجية
- لجنة المياه والزراعة والبيئة
- لجنة الحج والإسكان والخدمات
- لجنة حقوق الإنسان والهيئات الرقابية
- اللجنة الصحية
- لجنة الشؤون المالية
- لجنة النقل والاتصالات وتقنية المعلومات

## وصلات خارجية
- موقع مجلس الشورى السعودي الرسمي.